# Abraham Mapu
Abraham Mapu (Vilijampolė, 10 gennaio 1808 – Königsberg, 9 ottobre 1867) è stato un romanziere lituano.
Scriveva in ebraico come parte del movimento Haskalah (illuminismo). I suoi romanzi, con le loro trame vivaci che comprendono eroismo, avventura e amore romantico in contesti biblici, hanno contribuito all'ascesa del movimento sionista.

## Biografia
Nato in una famiglia ebrea, da bambino Mapu studiò in un cheder dove suo padre era insegnante. Si sposò nel 1825.

Per molti anni è stato un maestro di scuola povero e itinerante. Mapu ottenne la sicurezza finanziaria quando fu nominato insegnante in una scuola statale per bambini ebrei. Lavorò come insegnante in varie città, si unì al movimento Haskalah e studiò tedesco, francese e russo. Studiò anche il latino da una traduzione della Bibbia in quella lingua, datagli dal suo rabbino locale.

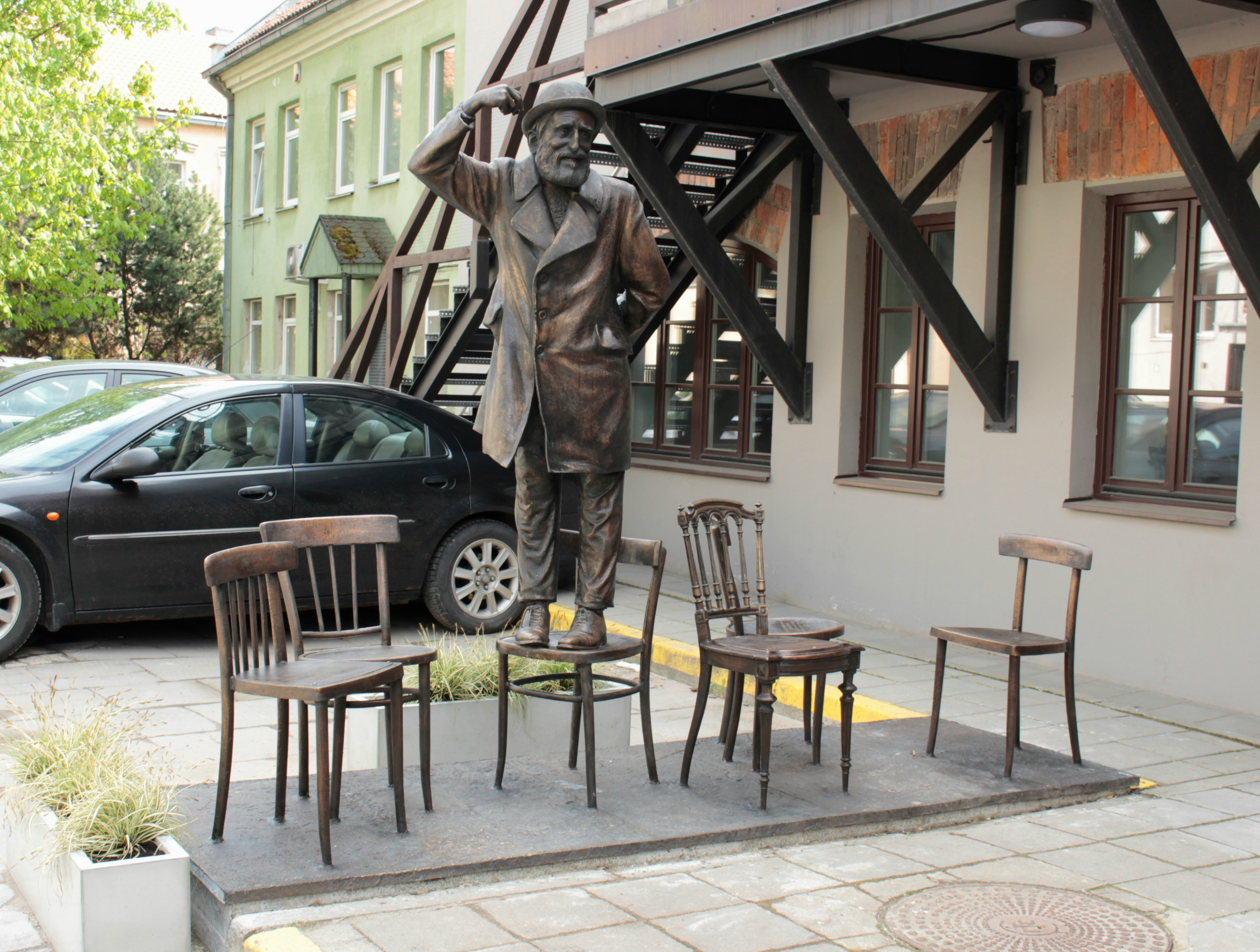
Statua di Abraham Mapu a Kaunas

Tornò nel 1848 a Kaunas e autopubblicò il suo primo romanzo storico, Ahavat Zion. Questo è considerato uno dei primi romanzi ebrei. Iniziò a lavorarci nel 1830, ma lo completò solo nel 1853. Incapace di sopravvivere completamente con le sue vendite di libri, fece affidamento sul sostegno di suo fratello, Matisyahu. Nel 1867 si trasferì a Königsberg a causa di una malattia, pubblicò il suo ultimo libro, Amon Pedagogue (Amon significa qualcosa come Mentore), e lì morì.

## Valutazione critica
Mapu è considerato il primo romanziere ebraico. Influenzato dal romanticismo francese, scrisse storie intricate sulla vita nell'antica Israele, che contrapponeva favorevolmente alla vita ebraica del XIX secolo. Il suo stile è fresco e poetico, quasi biblico nella sua semplice grandezza.

## Eredità
Le idee romantico-nazionaliste dei suoi romanzi ispirarono poi David Ben-Gurion ed altri attivi nella direzione del moderno movimento sionista che portò alla costituzione dello stato di Israele. Il poeta ebreo americano Gabriel Preil fa riferimento a Mapu in una delle sue opere e si concentra sulla nativa Lituania dei due scrittori.

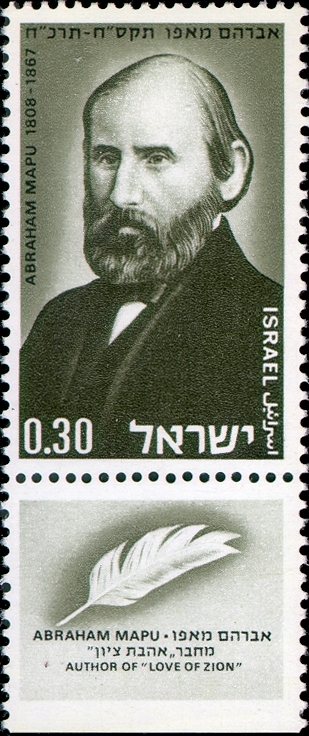
Francobollo israeliano, 1968

## Romanzi
- Ahavat Zion (1853) (Amnon, Prince and Peasant come tradotto da F. Jaffe nel 1887)
- Ayit Tzavua (1858) (Hypocrite Eagle)
- Ashmat Shomron (1865) (Guilt of Samaria)

## Commemorazioni
Le strade che portano il suo nome si trovano nella Città Vecchia di Kaunas e nelle città israeliane di Gerusalemme, Tel Aviv e Kiryat Ata. Anche un noto romanzo israeliano intitolato The Children from Mapu Street ("הילדים מרחוב מאפו") celebra il suo nome. A Kaunas nella strada A. Mapu una gioiosa statua di A. Mapu con un libro in mano è stata eretta dallo scultore Martynas Gaubas nel 2019.